# Black River (Arkansas)
Pour les articles homonymes, voir Black River.
La Black River  est un affluent de White River, et donc un sous-affluent du Mississippi d'approximativement 480 km de long. Elle prend sa source au sud de l'État du Missouri traverse le nord-est de l'État de l'Arkansas avant de rejoindre le confluent à hauteur de la localité de Jacksonport.
La Black River est constitué par trois branches:
- East Fork  prend sa source dans le comté d'Iron et s'écoule plein sud au travers du Parc d'État Johnson's Shut-Ins. Son cours comporte un barrage hydro-électrique alimenté par un réservoir supérieur
- Middle Fork  est formé par la confluence des ruisseaux de la Forêt nationale Mark Twain au nord du comté de Reynolds et coule généralement vers le sud-est.
- West Fork  de même origine que Middle Fork, coule vers l'ouest au-delà de la localité de Centerville.

Les branches des eaux d'amont convergent près de Lesterville, et la rivière coule vers le sud au travers des comtés de Reynolds, Wayne et Butler dans le Missouri, Clay, Randolph et Lawrence dans l'Arkansas. Poplar Bluff et Pocahontas sont les villes traversées les plus importantes.
Un barrage dans le comté de Wayne forme le lac de Clearwater. Dans l'Arkansas, Black River reçoit les eaux de plusieurs affluents: Little Black River, Current River (296 km), Spring River (92 km) et the Strawberry River (185 km).

## Traduction
- (en) Cet article est partiellement ou en totalité issu de l’article de Wikipédia en anglais intitulé « Black River (Arkansas) » (voir la liste des auteurs).